# Orthosia coniortota
Orthosia coniortota är en fjärilsart som beskrevs av Nikolai Nikolaievich Filipjev 1927. Arten ingår i släktet Orthosia och familjen nattflyn. Inga underarter finns listade i Catalogue of Life.
Arten delas upp i två underarter med isolerade utbredningsområden:
- O. c. coniortota – tylokal: Sutshan i Ussuriregionen
- O. c. yeni (Ronkay, Ronkay, Gyulai & Hacker, 2010) – typlokal: berget Qingchengshan i Sichuan, Kina